# Báguena
Báguena est une municipalité et une population de Espagne, appartenant à la Comarca del Jiloca, au nord-ouest de la province de Teruel, communauté autonome de Aragón. Il a une superficie de 25,17 km² qui se divise en 1 788 hectares de terres cultivées, dont 278 hectares irrigués, 15 hectares de prairies et 171 hectares de terres forestières.
Elle a une population de 285 habitants (INE 2020) et une densité de 12,63 habitants/km². Le code postal est 44320.

## Géographie
Intégrée au district de Jiloca, elle est située à 91 kilomètres de la capitale provinciale. La zone municipale est traversée par l'autoroute N-234 et par une route locale qui relie Ferreruela de Huerva à Burbáguena. Le relief de la commune est assez irrégulier, adouci par la présence de la rivière Jiloca et de quelques boulevards. La colline des Buitres (1061 mètres) à l'est de la commune se distingue. L'altitude varie entre 1080 mètres à l'ouest et 785 mètres sur les rives du Jiloca. Le cas urbain se situe à 793 mètres d'altitude.
| Nord-ouest : San Martín del Río                  | Nord : San Martín del Río | Nord-est : Anento (Saragosse) |
| Ouest : San Martín del Río et Castejón de Tornos |                           | Est : Ferreruela de Huerva    |
| Sud-ouest : Castejón de Tornos                   | Sud : Burbáguena          | Sud-Est : Burbáguena          |

## Historique

### Le toponyme Báguena
Au début, son nom était écrit avec v. paresseux. Issu de l'adjectif latin vacuus, vide, inoccupé, désert, qui, crénelé, perdait la terminaison de l'accusatif d'où provenaient les noms et les adjectifs, conservant la consonne muette initiale "v" et le "a" accentué. tandis que la consonne forte silencieuse "c", en vertu de la loi de l'affaiblissement, a été changée en son "g" doux correspondant lorsqu'elle se trouvait entre deux voyelles. Ainsi ce serait :
Vide > vacu > vagu, plus le suffixe "ena", très courant en Aragon, et de sens inconnu.
Au XVIIIe siècle, des doutes ont commencé entre les orthographes "v" et "b", jusqu'à ce qu'au XIXe siècle "b" soit imposé. Baguena.

### Ses origines
Les premiers habitants s'installent dans le troisième quart du XIIe siècle.
En 1142, Ramón Berenguer IV, dans une nouvelle tentative de repeuplement de Daroca et de son large alfoz, lui accorda une charte de population, la rendant "dame" de tout son mandat avec les pleins pouvoirs juridictionnels et fiscaux sur elle et les noyaux habités déjà existants. . .
Le conseil de Daroca était celui qui distribuait les lots de terre à ceux qui venaient s'installer dans les terres vides de leur domaine. Les nouvelles colonies étaient considérées comme des quartiers de Daroca et rattachées à l'une de ses paroisses.
La première mention de son nom se trouve, en l'an 1205, dans le document dans lequel l'évêque de Saragosse, D. Raimundo de Castrocol, distribuait les dîmes et les prémices des lieux entre les paroisses de Daroca. Báguena est allé à Santa María.

### LaCommunauté de Villages de Daroca
En 1248, par privilège de Jaime I, les villes et les localités furent détachées de la dépendance de Daroca, et furent structurées en une organisation supérieure avec la création de la Communauté de Villages de Daroca. Bien qu'elle porte son nom, Daroca ne faisait pas partie de la Communauté, et elle célébrait ses prières sans ses représentants et, même, avec l'interdiction expresse de les y célébrer.
Les villes et les localités qui formaient la Communauté étaient regroupées en cinq districts plus petits, appelés sesmas, chacun d'eux étant constitué de noyaux de population variables. Báguena faisait partie de la Sesma del Campo de Gallocanta, qui était composée d'Anento, Báguena, Balconchán, Bello, Castejón de Tornos, Ferreruela, Gallocanta, Manchones, Murero, Odón, Retascón, San Martín del Río, Santed , Torralba de los Sisones, Utilisé, Val de San Martín, Valdehorna, Villanueva del Jiloca et Vilarroya del Campo.

### Organe dirigeant du peuple

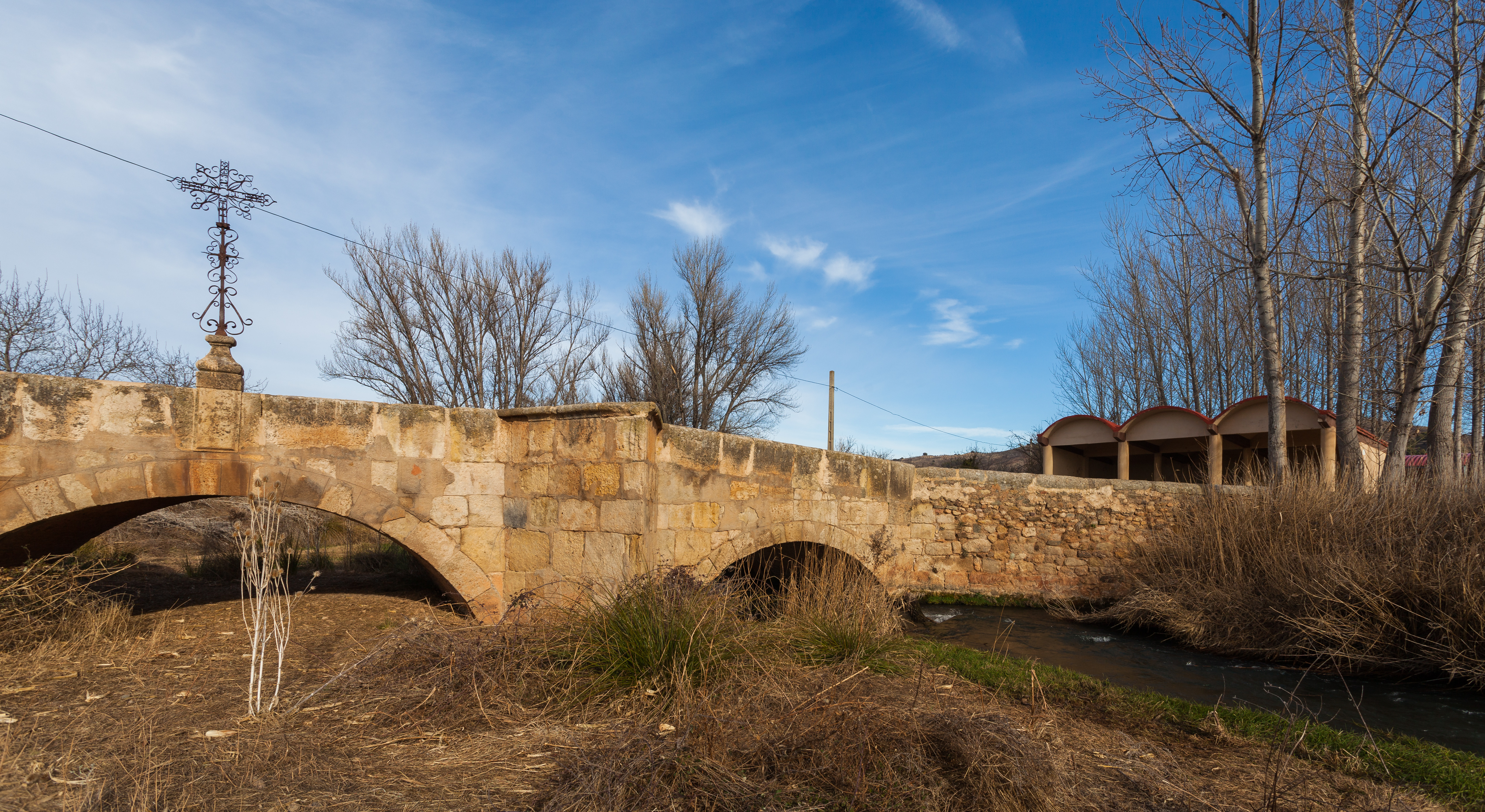
Vieux pont de Báguena.

Au début, les lieux étaient gouvernés par cinq hommes bons ou honnêtes selon les premières Ordonnances de la Communauté. Au fil du temps et de la complexité croissante des services et prestations assumés par l'administration communale naissante, celle-ci se composait des 1er et 2ème Jurys, d'un notaire, chargé des finances, et d'un nombre variable d'Officiels, selon à leur population.
La performance de ces positions était limitée à un an. Son renouvellement a eu lieu le jour de San Miguel, le 29 septembre. Pour sa nomination, par insaculation, il fallait être inscrit, au moins, dans la règle du medio postero. Ceux appartenant au domaine noble et ceux qui exerçaient l'un des métiers considérés comme vils étaient exclus de l'exercice de ces fonctions : forgeron, cordonnier, tailleur, tisserand, pelletier, charpentier, commerçant, charron, boucher, tondeur, boulanger, albéitar, aubergiste. et adultère.
À partir des décrets de la nouvelle usine, après la guerre de succession, le conseil a changé son nom en hôtel de ville et a été gouverné par le maire, le maire adjoint, deux échevins et l'avocat syndic. Au XIXe siècle, il le devient avec les fonctions et les noms que l'on connaît aujourd'hui : maire, adjoint au maire et conseillers.

## Démographie

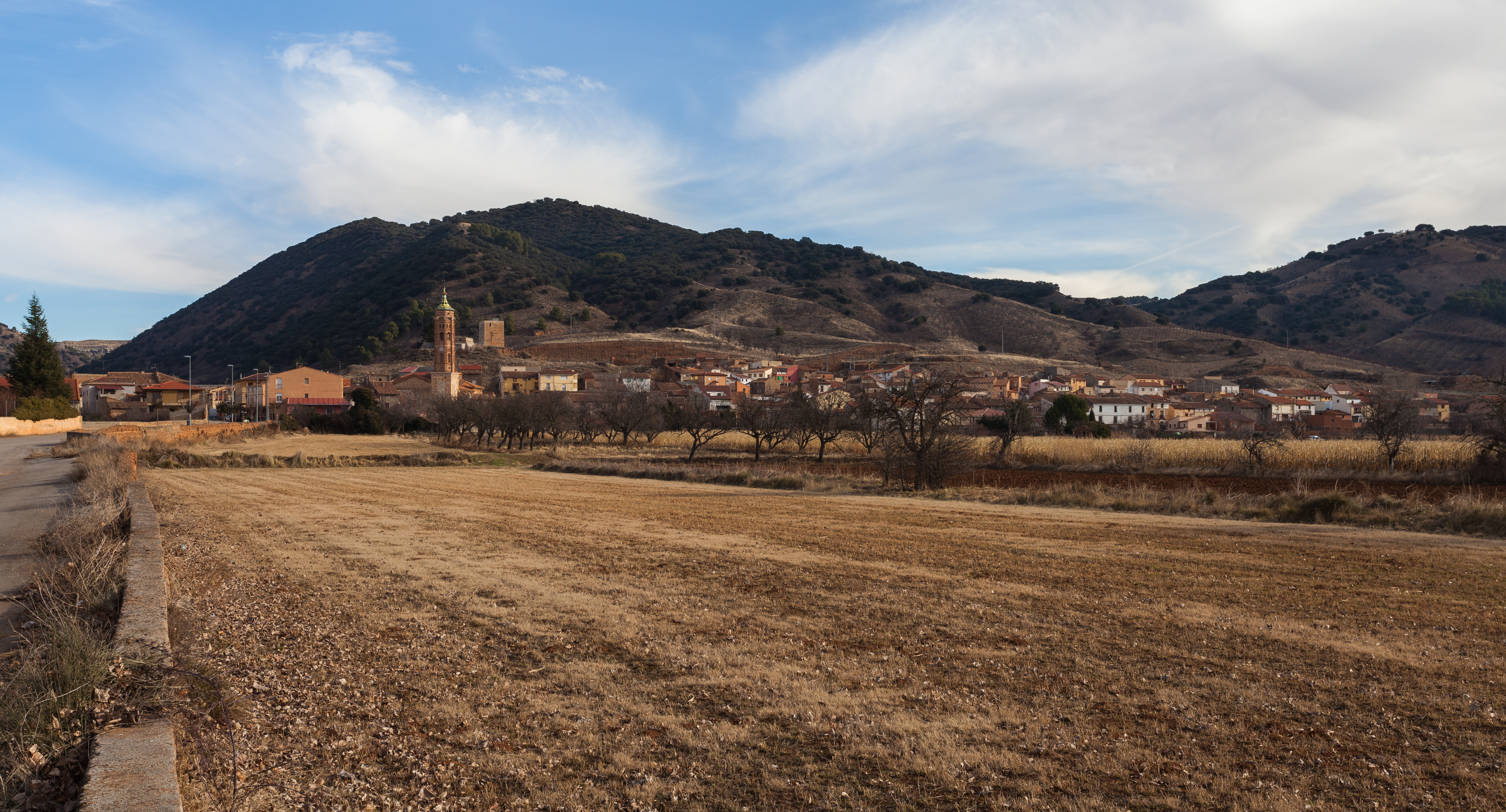
Vue éloignée de Báguena.

### XXesiècle
Évolution de la population au cours du siècle :
| Année     | 1900 | 1910 | 1920 | 1930 | 1940 | 1950 | 1960 | 1970 | 1980 | 1990 | 2001 | 2020 |
| --------- | ---- | ---- | ---- | ---- | ---- | ---- | ---- | ---- | ---- | ---- | ---- | ---- |
| Habitants | 1420 | 1402 | 1430 | 1474 | 1526 | 1523 | 1328 | 1060 | 773  | 624  | 463  | 285  |

### XXIesiècle
Au 8 juillet 2005, la population était répartie selon l'âge et le sexe, comme suit :
| Âges  | 0-9 | 10-19 | 20-29 | 30-39 | 40-49 | 50-59 | 60-69 | 70-79 | 80-89 | 90 -100 | TOTAL |
| ----- | --- | ----- | ----- | ----- | ----- | ----- | ----- | ----- | ----- | ------- | ----- |
| Homme | 4   | 7     | 23    | 40    | 31    | 26    | 25    | 60    | 15    | 0       | 231   |
| Femme | 11  | 6     | 17    | 13    | 17    | 20    | 27    | 45    | 32    | 7       | 195   |
| Total | 15  | 13    | 40    | 53    | 48    | 46    | 52    | 105   | 47    | 7       | 426   |

## Administration et politique

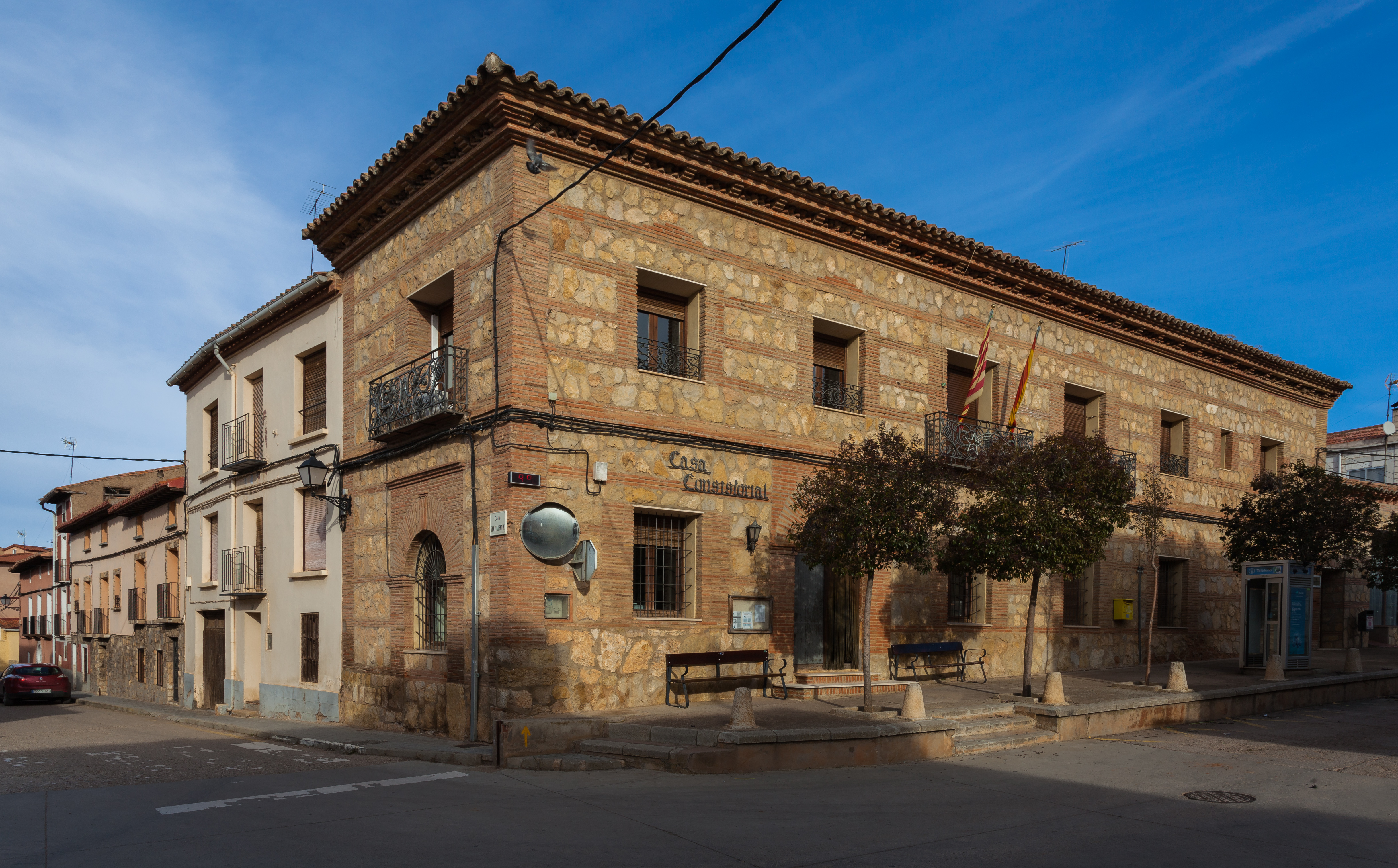
Mairie de Báguena.

### Derniers maires de Báguena
| Période   | Maire                       | Jeu         |  |
| --------- | --------------------------- | ----------- |  |
| 1979-1983 | Francisco Naval Pardillos   | UCD         |  |
| 1983-1987 |                             |             |  |
| 1987-1991 |                             |             |  |
| 1991-1995 |                             |             |  |
| 1995-1999 |                             |             |  |
| 1999-2003 |                             |             |  |
| 2003-2007 | Luis Calvo                  | PP d'Aragon |  |
| 2007-2011 | Jesús Sanz Sánchez          | PSOE-Aragon |  |
| 2011-2015 | Jesús Sanz Sánchez          | PSOE-Aragon |  |
| 2015-2019 | Pilar Rillo Rubio           | PAR         |  |
| 2019-2020 | Euridice Villarroya Atienza | PP          |  |
| 2020-     | Arturo Galindo Cortés       | PSOE        |  |

### Résultats des élections
| Élections municipales |        |        |        |        |        |
| Jeu                   | 2003   | 2007   | 2011   | 2015   | 2019   |
| PSOE                  | deux   | 4      | 4      | deux   | 3      |
| PP                    | 4      | deux   | deux   | deux   | 3      |
| PAR                   | 1      | 1      | 1      | deux   | 1      |
| CHA                   |        | -      | -      | 1      | -      |
| Total                 | 'sept' | 'sept' | 'sept' | 'sept' | 'sept' |

## L'église

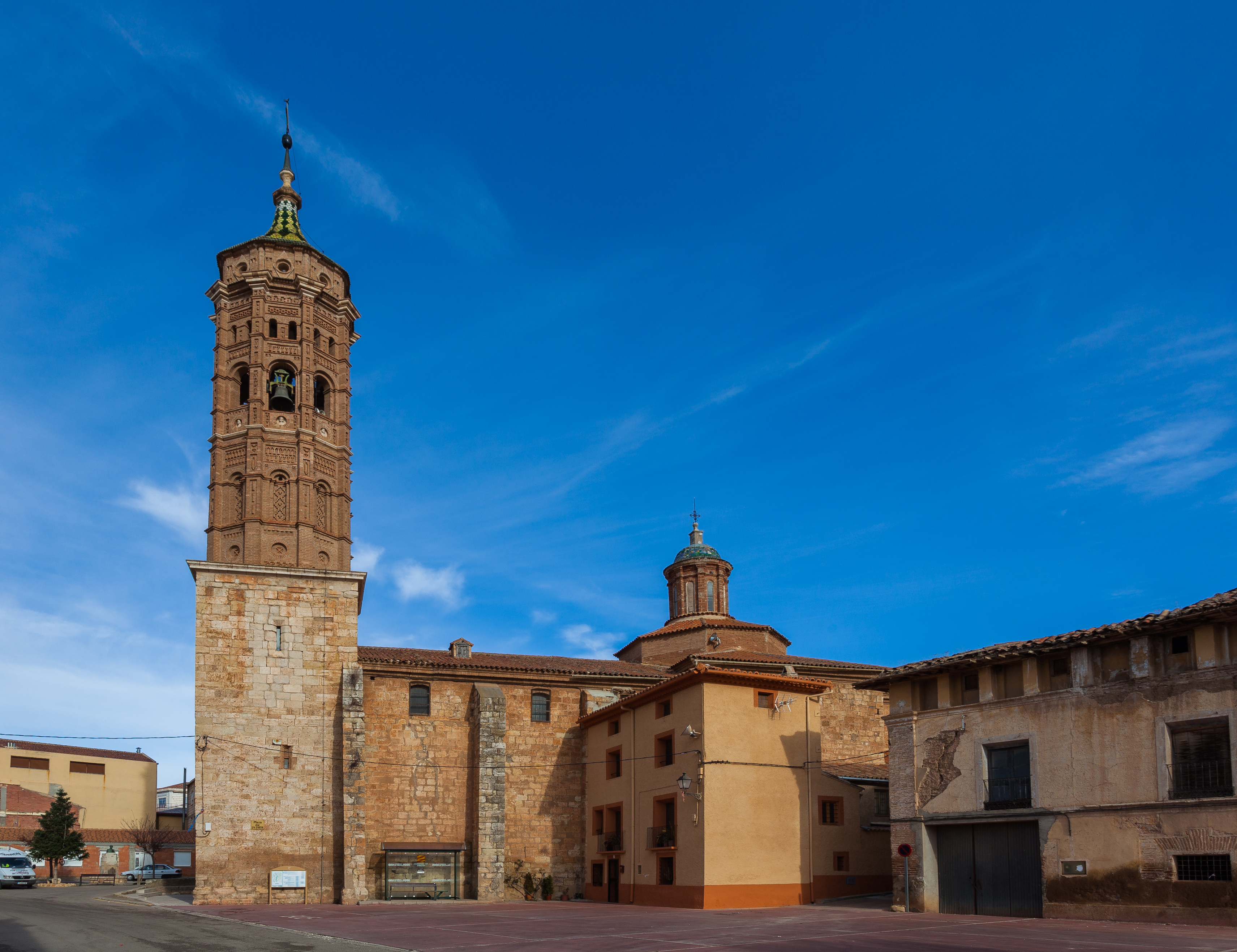
Vue générale.

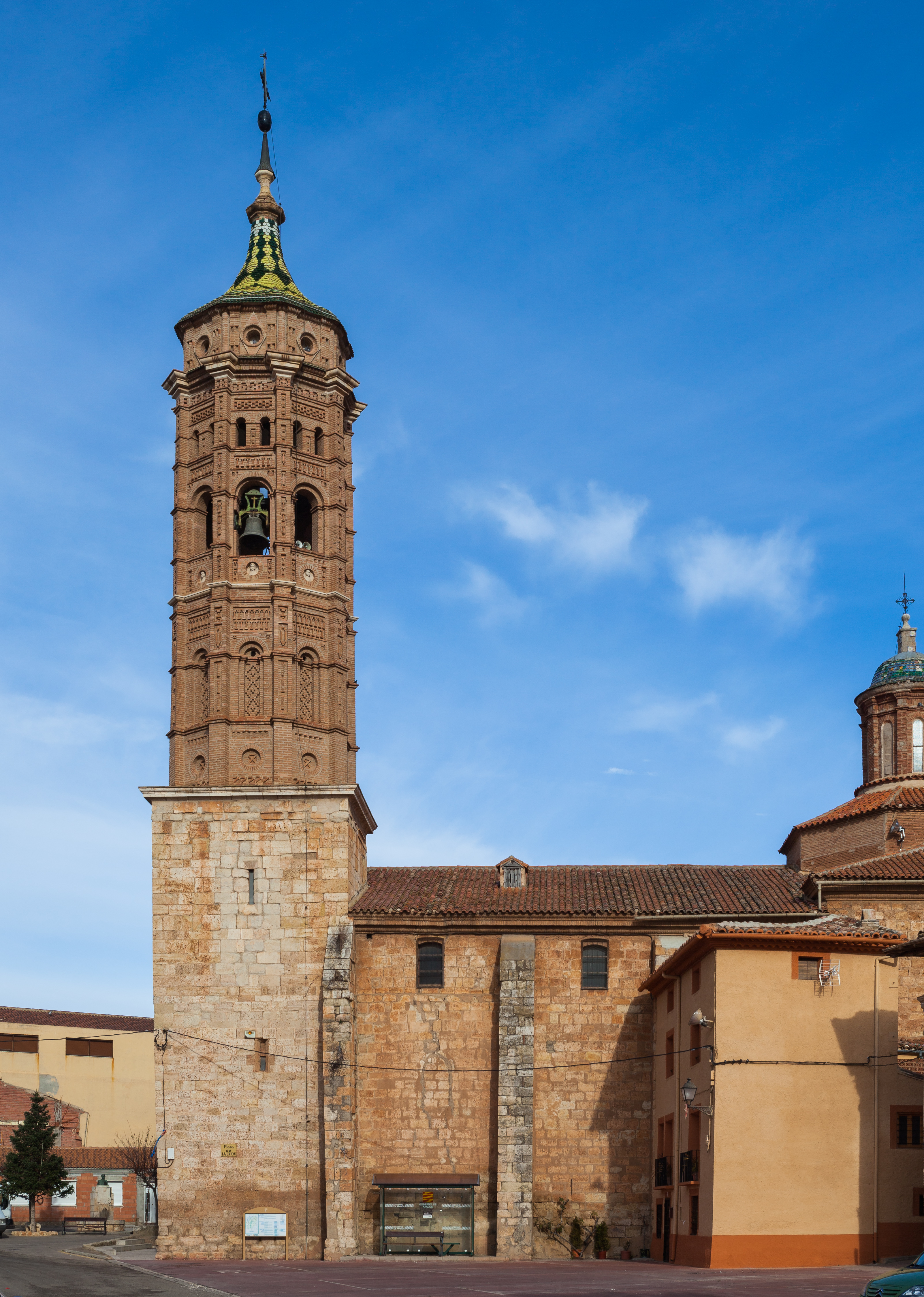
Church.

### La paroisse
À partir du moment où les lieux furent libérés de la tutelle de Daroca, ils formèrent leur propre paroisse, gouvernée par un recteur ou curé, nommé par l'évêque de Saragosse, et à qui il confia le soin des âmes. Mais il pouvait arriver que par privilège du Saint-Siège la paroisse fût unie à une communauté religieuse, auquel cas la communauté religieuse elle-même était le curé, qui recevait les dîmes et prémices, et qui nommait le vicaire pour exercer toutes les fonctions religieuses propres aux curés. Tel est arrivé avec la paroisse de Báguena.
En 1398, le Monastère Royal de Ntra Señora de Piedra a supplié le Pape Benoît XIII de joindre la paroisse de Báguena à son monastère, car ses fruits, ses revenus et ses bénéfices s'étaient tellement détériorés qu'ils étaient à peine suffisants pour subvenir aux besoins de l'Abbé et Moines, plaidoyer soutenu par le roi d'Aragon D. Martín. Et par bulle de 1398, Benoît XIII le rattache au Monastère Royal de Pierre, jusqu'à ce qu'en 1835 les lois de désamortissement mettent fin à la vie monastique lorsqu'il est vendu aux enchères publiques.

### L'église de Santa Maria

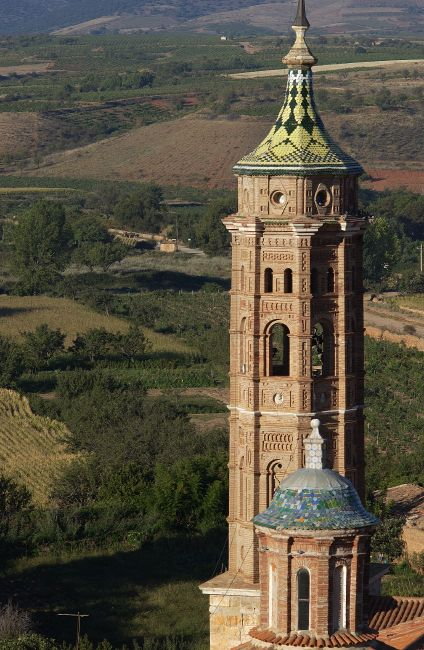
Báguena Tower

En 1403, le Conseil, devant l'augmentation de la population de la ville, décide d'entreprendre la construction d'une nouvelle église plus grande que celle existante sur les murs de la forteresse. Sa construction fut confiée à Pascual de Exulve, habitant de Villahermosa, de la baronnie d'Arenoso du Royaume de Valence.
Au XVIIe siècle, il a été complètement agrandi et remanié. Ses murs ont été augmentés, les ouvertures ont été fermées, ouvrant celles actuelles au-dessus de celles existantes, et de puissants contreforts ont été placés, restant dans la forme actuelle.
À l'intérieur, seize retables baroques du XVIIIe siècle et deux antérieurs. Celui de San Blas et celui de Santo Cristo. Cette image a été sculptée en 1606 par le sculpteur Pedro Martínez el Viejo. Le retable, du célèbre sculpteur de Barrachina, Francisco Ascoz, dans les années soixante-dix de ce même siècle. Ce retable en cache un autre, peint au pinceau sur le mur dans lequel on peut lire SAN JUDAS TADEO.
Le maître-autel a été construit en 1803.
En l'an 1606, le célèbre facteur d'orgues, Guillaume de Lupe, fait construire l'orgue de l'église, aujourd'hui détérioré et abandonné.

### La tour
La tour de style mudéjar est un bel exemple de cet art dans la vallée de Jiloca. Le Conseil a signé, en 1609, les capitulations pour le construire avec le constructeur Pedro de Aguilera, originaire de Caiçaso, de la Transvieda merindad du royaume de Castilla la Vieja. Son coût s'élevait à quinze mille salaires jaques.

### Chapelle Saint-Valentin
La première mention écrite en est une bulle de l'archevêque de Saragosse, D. García Fernández de Heredia de l'année 1398.
Le culte de saint Valentin et les processions vers l'ermitage pour demander au saint l'arrêt des épidémies ou la grâce de la pluie étaient profondément enracinés dans la ville. Sa fête a été célébrée avec des feux de joie, des tournées de la ville et des danses.
En l'an 1541, la Confrérie Notre-Dame du Rosaire y est fondée, avec son autel privilégié sous son patronage. Il n'était composé que de vingt-cinq frères. Tous de noble lignée, de vieux chrétiens des quatre côtés et qui n'exerçaient aucun métier considéré comme vil, comme le stipulent leurs statuts fondateurs. Quinze messes solennelles y furent célébrées sur des festivités indiquées en dévotion et en mémoire des quinze mystères du rosaire. De même, les messes anniversaires des frères décédés.
En 1598, la Confrérie du Sang de Ntro y fut également fondée. Seigneur Jésus-Christ, érigeant la chapelle du Saint-Christ.

### Ermitage de Notre-Dame des Douleurs
Le dévouement des habitants du Barrio Bajo et de certains du Barrio Alto l'a élevé avec leurs contributions. Son inauguration solennelle eut lieu le 1er mars 1718.

### Couvent Saint Valentin

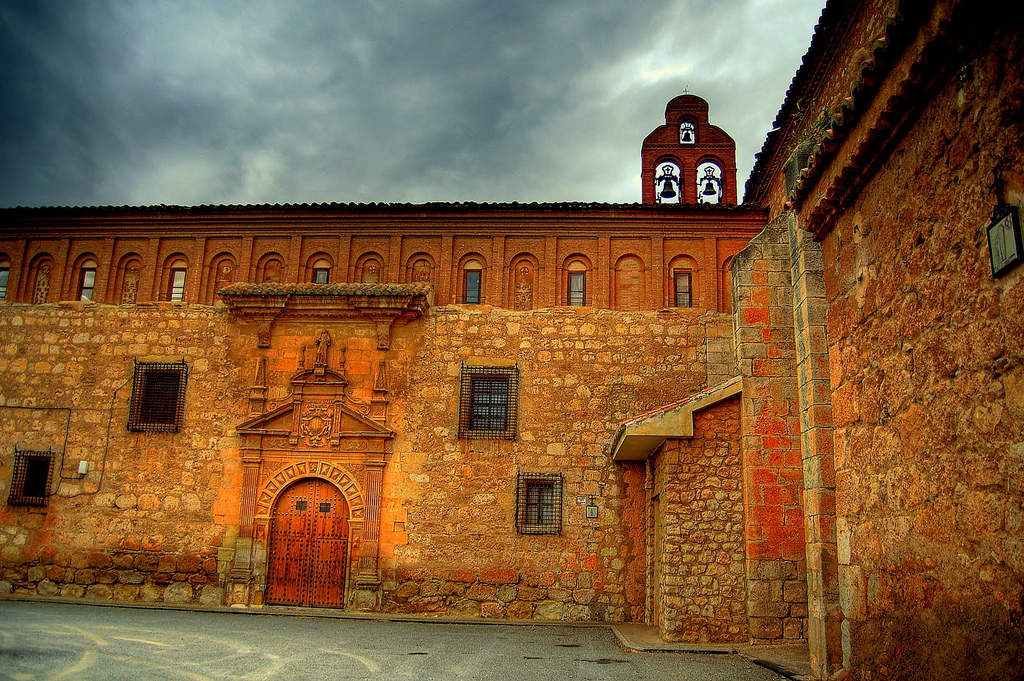
Couvent des Clarisses.

En 1612, la Communauté de Villages de Daroca décida de fonder un couvent de religieuses afin que les filles de la Communauté puissent y entrer. Báguena était la ville préférée où le construire. Báguena a offert le terrain et l'ermitage de San Valentín pour l'église conventuelle. Et l'Ordre des Clarisses Franciscaines est l'élu. Dans la seconde moitié du XVIIe siècle, il y avait jusqu'à 130 sœurs professes. Tout au long de son existence, soixante-huit étaient originaires de Báguena.
L'année 2003 a été fermée en raison du manque de vocations et de l'âge avancé des dix sœurs présentes à cette date. Ils ont déménagé au couvent de Santa Catalina que l'Ordre a à Saragosse.

## Vacances

### San Blas
Accomplissant le mandat du Souverain Pontife qu'en chaque lieu soit élu un Patron, celui qui était le plus dévoué à sa dévotion, le peuple, en l'an 1643, se rassembla en Conseil Général et avec les formalités qu'un tel acte exigeait, la proclamation fit par l'huissier à haute voix et la cloche est sonnée par les lieux habituels convoquant le Conseil général, par vote unanime des participants, ils ont institué, à perpétuité, San Blas comme Saint Patron de Báguena.
La Confrérie qui porte son nom fut la première à être instituée depuis des temps immémoriaux. Il y avait un pressoir et des cuves, où les frères fabriquaient et stockaient le vin.
Sa fête a été, et est, célébrée en toute solennité, et la Confrérie se charge de l'organiser.
Il commence sa veille nocturne par un grand feu de joie devant la porte du Prieur. Le lendemain, au deuxième coup de cloches appelant à la grand-messe, le prêtre, habillé, compagnons et musique arrive chez le prieur pour l'accompagner à l'église. A la fin de la messe, avec le même cérémonial, il est accompagné jusqu'à sa maison, où il offre une agape aux frères et amis.
Dans l'église se trouvent son buste et un piédestal, sculptés par le sculpteur de Saragosse, Juan de Rigarte, en 1573, commandés par la confrérie, et un prix de sept cents salaires.

### Saint Ramon Nonato.
Sa fête, le 31 août, était la fête des jeunes gens. Aujourd'hui, il est devenu, pour diverses raisons et circonstances, le plus grand festival de la ville. À une époque encore récente, à minuit le jour de la Vierge, sur la Plaza de las Monjas, la fête était vendue aux enchères. Dans la dernière enchère, le montant avec lequel chacun des serveurs devait la couvrir était fixé. Et l'équipe d'amis enchérisseurs était chargée d'organiser la fête, les laissant comme majordomes. Aujourd'hui, tous les habitants de la commune contribuent à son coût, selon les circonstances d'âge et d'état civil. Les actes organisés sont multiples et variés, comme indiqué dans le programme du festival.

### Saint-Christ des Miracles.
Il est devenu le deuxième de la ville dans les actes festifs et religieux. Son organisation est à la charge du Prieur, porte-clefs et majordomes, nommés lors de la fête précédente. Tous les membres de sa confrérie, et ces postes sont accessibles par ordre strict d'inscription.
La dévotion à la Sainte Image est due aux nombreux miracles qui lui sont attribués. La première, celle rapportée dans les chroniques du couvent. Son arrivée là-bas était de Rome, un don d'un frère à un de ses parents, profès là-bas. Un jour, une religieuse qui était folle le jeta dans les latrines. Attristés par sa disparition, ils le cherchèrent dans toutes les pièces du couvent sans le trouver. Jusqu'à ce qu'ils voient qu'une grande lumière sortait des latrines. Il a abaissé le don et a trouvé l'image sainte. Ils l'ont apporté à Daroca pour qu'un orfèvre le restaure. Lorsqu'il le ramassa, il vit qu'il transpirait du sang, et sans oser y toucher, il le rapporta au couvent.
En 1877, la confrérie de son nom est fondée dans le but d'élargir les liens spirituels entre les frères, de soutenir leur culte et de le magnifier.

## Lieux

### Arguilay

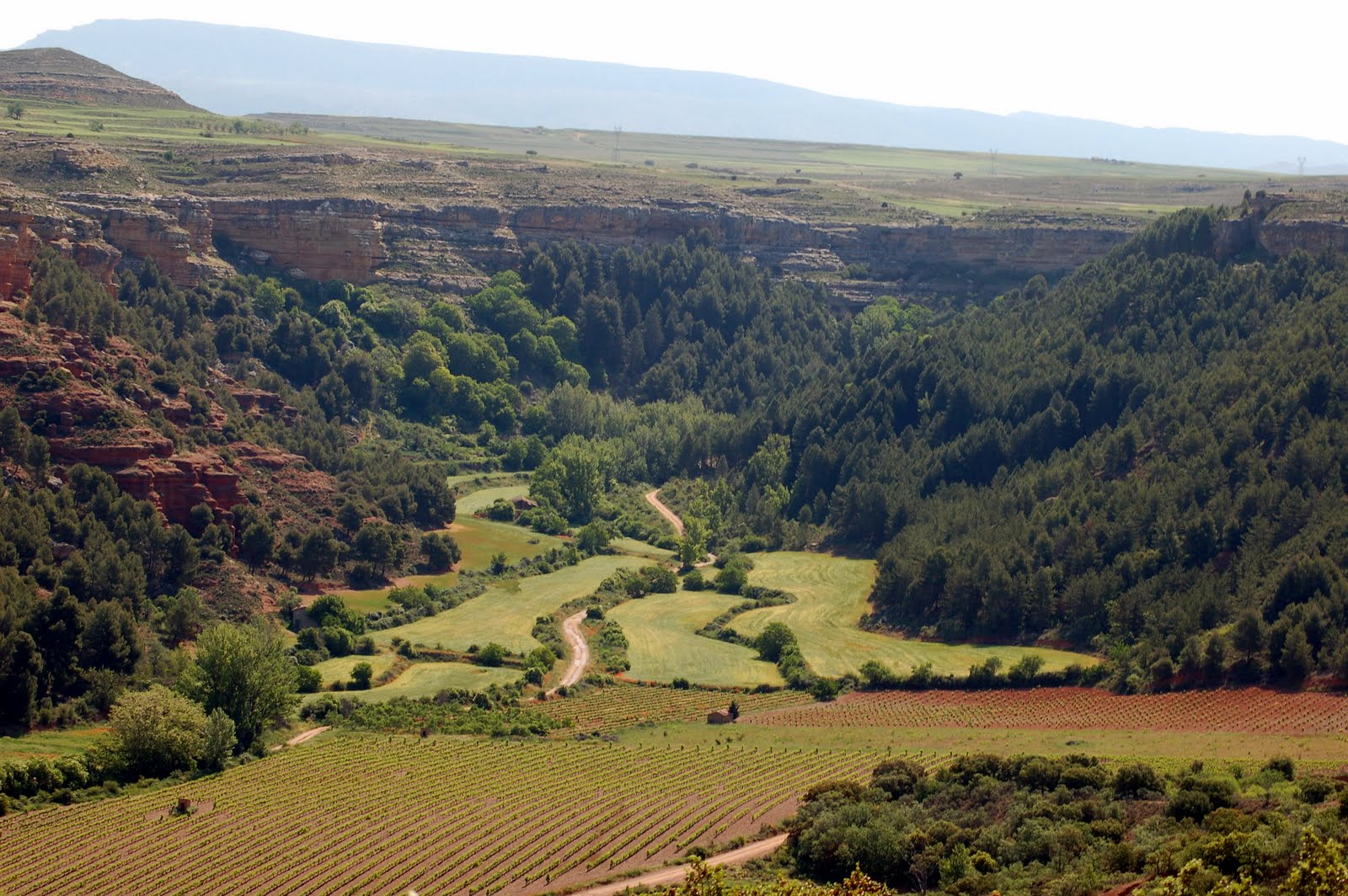
Arguilay

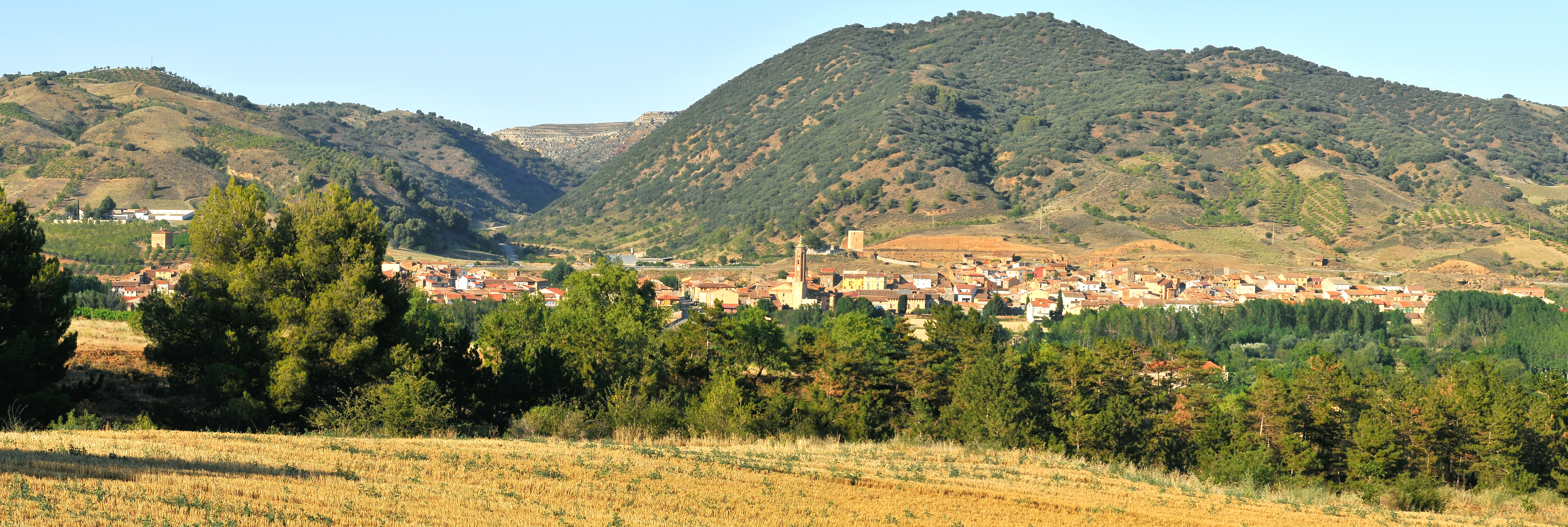
Environnement de Báguena

Sur la rive droite de la vallée de Jiloca, où se trouve Báguena, se trouvent les boulevards Anento et Arguilay, dans ce dernier se trouve la place du même nom, qui est l'un des plus beaux endroits de la ville et dans laquelle se trouve la source qui alimente la commune en eau potable.

## Fils illustres de Báguena
Il y a la curieuse circonstance que trois des fils illustres de Báguena étaient militaires, et étant nés en terre aragonaise, cependant, ils se sont distingués dans les territoires castillans.
- Sebastián de Rocafull (1618-1656), mathématicien et bâtisseur de forteresse.
- Sebastián Feringán (1700-1762), ingénieur militaire.
- Mariano Gil de Bernabé (1767-1812), artilleur et instituteur.

Et nous ne pouvons pas oublier D. Maríano García Esteban (Báguena 1894-Teruel 1971), un combattant de la guerre d'Afrique, qui a reçu l'hommage de ses voisins le 31 août 1964 lorsque son buste a été placé (payé par souscription populaire) dans la rue qui porte son nom, dans une petite place à côté de l'église.
Selon l'ouvrage "Chevaliers de l'Ordre Royal et Militaire de San Fernanco (Infanterie), de José Luis Isabel Sánchez, publié par le Ministère de la Défense, lors du combat du 5 juin 1923, protégeant un convoi vers Tizi Azza et étant en commandement du char d'assaut n°9, il reçut l'ordre d'avancer sur les tranchées ennemies, recevant un feu nourri, parvenant cependant à les déloger. Une fois l'objectif proposé par le commandement atteint, et la ligne de tranchées déjà dépassée , il ordonna au chauffeur de s'arrêter dans le double but d'éviter la consommation de carburant et de tirer plus précisément contre un groupe abrité chez un marabout. A peine le feu s'était-il déclaré qu'un projectile tiré à très courte distance pénétrait dans le judas de la tour depuis celui-ci Le sergent García Esteban observait l'ennemi, lui infligeant des blessures qui lui ont immédiatement fait perdre son œil droit et une grave blessure à son gauche, avec une perte totale de la vue. al intenso dolor y conservando la imagen y situación del enemigo, demostrando una fortaleza de espíritu y una abnegación difícilmente igualable, continuó disparando por ráfagas hasta consumir toda la munición de la ametralladora para evitar el efecto moral que hubiera proporcionado al enemigo si el carro cesaba en le feu. Il est finalement revenu à la deuxième ligne d'où le sergent García Esteban a été évacué. Au combat du 5 juin 1923, il est proposé pour une promotion et pour la Médaille militaire, qui lui est décernée "pour sa brillante performance dans le combat mené pour ravitailler Tizi Azza, auquel il participe en tant que mitrailleur pour la voiture blindée". n° 9, et étant grièvement blessé aux deux yeux par un projectile ennemi, perdant la vue, et malgré la douleur intense causée par les blessures, ordonnant au conducteur de poursuivre la progression jusqu'à atteindre l'objectif, il a continué à tirer à la mitrailleuse pour empêcher le moral de l'ennemi d'augmenter en supposant que le char était hors de combat ». En 1928, il reçoit la Médaille militaire et la Croix Lauréate individuelle de San Fernando. Mariano García Esteban est allé au Corps des invalides en 1924, déjà aveugle, atteignant le poste de général de brigade avec ancienneté en 1960.
http://efemeridesteruel.blogspot.com.es/2014_10_01_archive.html
https://www.ecodeteruel.tv/efemerides-31-de-agosto-que-paso-tal-dia-como-hoy-el-ano/
https://www.ecodeteruel.tv/efemerides-que-paso-tal-dia-como-hoy-el-ano-70/
https://sites.google.com/site/historycarristaespana/africa/first-actions-of-war

## Services publics
- Centre de santé 24 heures sur 24, jours ouvrables et jours fériés.
- Auberge de jeunesse d'une capacité de cinquante places.
- Deux bars-restaurant
- Il a une communication quotidienne avec Saragosse et Teruel quatre fois par jour le matin et l'après-midi dans les deux sens.